# Castello di Cotone
Il castello di Cotone si trova all'estremità settentrionale del territorio comunale di Scansano (GR). La sua ubicazione è a nord rispetto al non lontano castello di Montepò.

## Storia
L'insediamento fortificato fu edificato in epoca medievale presso due preesistenti edifici religiosi, una pieve e una chiesa, ed era controllato dalla famiglia Maggi, noti anche come signori di Cotone, nobili che in quell'epoca si contrapponevano al dominio degli Aldobrandeschi.
Intorno alla metà del Trecento i Maggi sottomisero il castello a Siena, assieme a quello di Montepò che, in quell'epoca era in loro possesso; alcuni anni dopo il luogo venne conteso tra le famiglie dei Tolomei e dei Salimbeni, prima che Siena ne riprendesse il controllo.
Il dominio senese si protrasse fino alla definitiva caduta della repubblica nella seconda metà del Cinquecento, epoca in cui venne inglobato nel territorio del Granducato di Toscana.
Per alcuni secoli, il castello continuò ad essere la sede di una comunità rurale, pur in costante calo demografico, fino al suo definitivo abbandono intorno alla metà del Settecento, quando gli ultimi abitanti rimasti completarono il trasferimento dell'intera popolazione nelle vicine località di Polveraia e Poggioferro.
A seguito del completo abbandono, l'originario complesso medievale è andato incontro ad un lunghissimo e rapido periodo di declino, che ha determinato la perdita di numerosi edifici, lasciando di fatto tutto quanto in stato di ruderi.

## Descrizione
Il castello di Cotone si presenta come un insediamento sotto forma di ruderi, delimitato dai resti di una cinta muraria dalla caratteristica forma insolitamente triangolare; le notevoli dimensioni dell'area sono simili a quelle dei principali borghi della provincia di Grosseto.
In corrispondenza del lato orientale della cinta muraria triangolare, sono visibili elementi architettonici di pregio che costituiscono, verosimilmente, i resti dell'antica pieve.
Sul lato occidentale delle mura, una porta immette nella piazza sommitale, dove emergono i resti murari dell'altro edificio religioso e quelli di alcuni edifici civili, tra cui vi era certamente anche il palazzo dei governanti.